# CRISPR

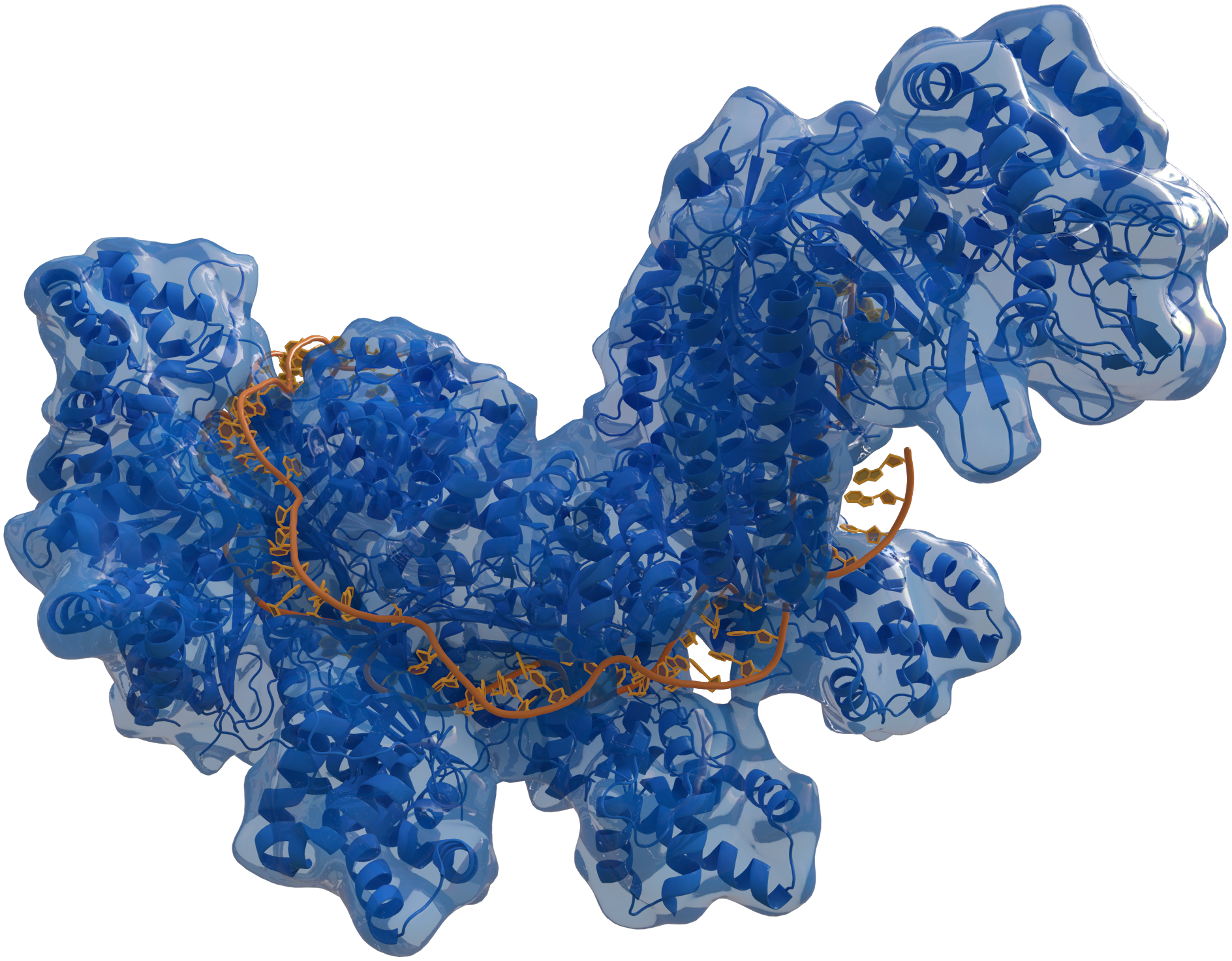
Białko Cas, stanowiące kluczowy element systemu CRISPR/Cas (kolor niebieski) związane z nicią DNA (kolor pomarańczowy)

CRISPR (ang. Clustered Regularly Interspaced Short Palindromic Repeats) – system obrony organizmów prokariotycznych (bakterii i archeonów) przed egzogennymi elementami genetycznymi (np. bakteriofagami czy plazmidami). System ten opiera się na przechowywaniu w genomie fragmentów "obcego" (egzogennego) DNA, pozyskiwanego np. w trakcie infekcji wirusowej, aby możliwe było w przyszłości wykrycie takiej sekwencji, czemu towarzyszyć będzie zniszczenie (za sprawą enzymów tnących nić DNA, czyli nukleaz) obcego elementu genetycznego.
System CRISPR jest obecnie wykorzystywany w biotechnologii do celowego modyfikowania genomu (edycja genów) w precyzyjnie wybranych miejscach. Następuje to poprzez połączenie systemu CRISPR, potrafiącego wybiórczo wiązać się z ustaloną sekwencją DNA, z endonukleazą Cas9, dokonującą enzymatycznego przecięcia nici DNA w pobliżu tej sekwencji – stąd określenie CRISPR/Cas. W najprostszej postaci metoda ta pozwala na samo przecięcie nici DNA, jednak po połączeniu jej z mechanizmami naprawy DNA możliwe jest wycięcie określonego segmentu DNA i następnie "wklejenie" w to samo miejsce dostarczonej z zewnątrz sekwencji genetycznej.
Metoda CRISPR/Cas pełni obecnie ważną rolę w biotechnologii. Ze względu na fakt, że wybór miejsca „cięcia” dokonuje się za sprawą parowania pomiędzy dwiema nićmi DNA (a więc stabilność uzyskanego kompleksu jest zapewniana przez parowanie Watsona-Cricka), opracowanie metody modyfikacji genomu w dowolnym wybranym miejscu jest względnie łatwe – zwłaszcza w porównaniu z wcześniejszymi metodami edycji genomu, np. za pomocą nukleaz z motywem palca cynkowego. W tym ostatnim przypadku parowanie pomiędzy nukleazą a nicią DNA dokonuje się za sprawą oddziaływań białko-DNA, co wymaga długotrwałych, żmudnych procedur biotechnologicznych i obliczeniowych.
Względna „łatwość” metody CRISPR/Cas jest jednym z powodów, dla których wywołuje one tak silne kontrowersje etyczne.